# El viaje de la Fragata Sarmiento
 El viaje de la Fragata Sarmiento  es una película documental sin sonido de Argentina filmada en blanco y negro que se estrenó en el Teatro San Martín en 1923 y fue producida por la Sociedad General Cinematográfica.

## Comentario
El diario La Prensa del 27 de enero de 1924 dijo que el filme despertó gran interés del público y mostraba la partida del buque escuela Fragata Sarmiento y contiene imágenes del viaje de entrenamiento con el cual los jóvenes marinos completarán su educación, tanto en el aspecto técnico como en la observación de losfenómenos, hechos y tareas que enfrentarán. El filme también permite ver escenas de la vida a bordo, de las manibras de la tripulación y de diferentes momentos del viaje.